# Plecopterodes dissidens
Plecopterodes dissidens là một loài bướm đêm trong họ Noctuidae.